# 20 км (зупинний пункт, Донецька залізниця)
20 кіломе́тр — пасажирський залізничний зупинний пункт Донецької дирекції Донецької залізниці на лінії Чорнухине — Торез.
Розташований за декілька кілометрів між селами Стрюкове та Орлово-Іванівка, Шахтарський район, Донецької області, між станціями Кумшацький (5 км) та Пелагіївський (5 км).
Через військову агресію Росії на сході України транспортне сполучення припинене.